# Maktampur
Maktampur è una suddivisione dell'India, classificata come census town, di 9.245 abitanti, situata nel distretto di Bharuch, nello stato federato del Gujarat. In base al numero di abitanti la città rientra nella classe V (da 5.000 a 9.999 persone).

## Geografia fisica
La città è situata a 21° 43' 34 N e 73° 01' 30 E.

## Società

### Evoluzione demografica
Al censimento del 2001 la popolazione di Maktampur assommava a 9.245 persone, delle quali 4.802 maschi e 4.443 femmine. I bambini di età inferiore o uguale ai sei anni assommavano a 1.125, dei quali 607 maschi e 518 femmine. Infine, coloro che erano in grado di saper almeno leggere e scrivere erano 7.206, dei quali 3.954 maschi e 3.252 femmine.